# Eustathius van Antiochië

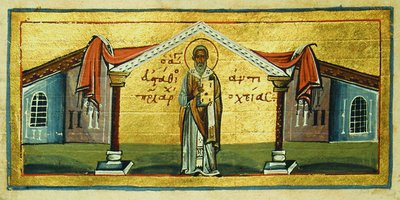

Eustathius van Antiochië (Side in Pamfylië, late derde eeuw – tweede helft vierde eeuw) was eerst bisschop van Berea en dan patriarch van Antiochië (324-337). 
Hij was een van de eerste, samen met Alexander van Alexandrië, die de leer van Arius bestreed. De arianisten slaagden erin hem te verbannen naar Thracië, rond het jaar 330, op basis van sabellianisme en immoraliteit (tijdens een concilie kwam een vrouw naar voor, die beweerde dat hij de vader van haar kind was).
Met zijn boek De Engastrimytho contra Origenem was hij een van de felle tegenstanders, tegen de leer van Origenes.
Voor sommigen is hij een heilige en is zijn feestdag 21 februari.